# Ай (река)
Ай (баш. Әй) — река в России, на Южном Урале, левый и самый крупный приток реки Уфы.

## Этимология
В XVIII веке В. Н. Татищев предположил что наименование реки означает — «светлая, как луна», «светлая», «луна». По другой версии — «красивая, как луна». Гидроним с башкирского языка переводится как «месяц», «луна».
Ничего общего с действительностью не имеет легенда о том, что название происходит от междометия «ай» (будто бы так кричали богатые люди, испугавшиеся прихода пугачёвцев).
По предположению некоторых учёных, гидроним мог возникнуть от названия башкирского родоплеменного объединения Айле (Ай), проживающего в долине реки, которое имело тамгу в виде полумесяца.

## География

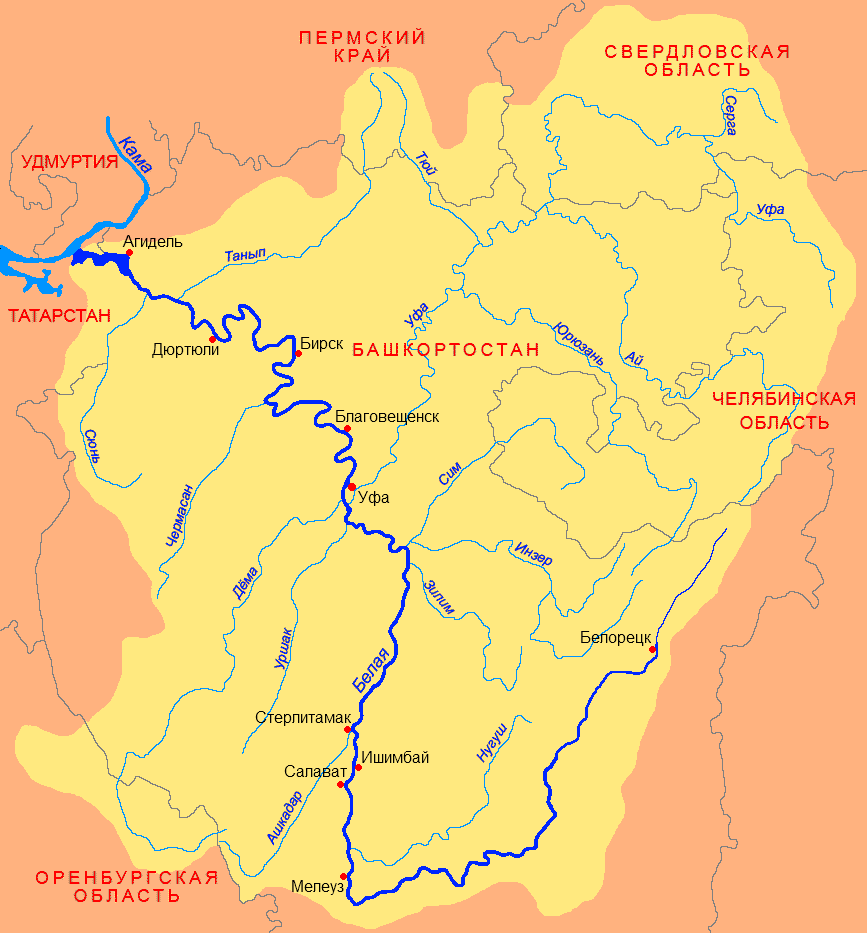
Бассейн Белой

Длина — 549 км (из них: 271 км в Челябинской области, 278 км в Республике Башкортостан), общее падение — 714 м, площадь бассейна — 15 тыс. км². Средний уклон уменьшается с 4,3 % в истоке до 2,2 % у с. Лаклы и до 1,3 % в нижнем течении. По физико-географическим условиям бассейн реки делится на горную (от истока до села Лаклы Салаватского района) и равнинную (до устья) части. Горная часть расположена в пределах складчатых гор и предгорий Южного Урала. Равнинная часть лежит на Юрюзано-Айской равнине и Уфимском плато. Берёт начало из болота Клюквенное, расположенного на стыке хребтов Уреньга и Аваляк Южного Урала, в 2 км к юго-западу от кордона Южный и в 70 км к юго-юго-западу от города Златоуст. В верховьях течёт с северо-востока на юго-запад по территории Челябинской области. На территории Республики Башкортостан протекает с юго-востока на северо-запад через Кигинский, Салаватский, Дуванский и Мечетлинский районы и впадает в реку Уфа в 392 км от её устья на высоте менее 161 м над уровнем моря.
На реке Ай расположены города Златоуст, Куса, Межевой Челябинской области и районные центры Дуванского (Месягутово) и Мечетлинского (Большеустьикинское) районов Башкортостана. В Златоусте на реке сооружены Айское водохранилище и Златоустовский городской пруд. Имеется также ряд прудов.

## Гидрология
Питание преимущественно снеговое. У города Златоуст 67,1 % годового стока приходится на весенний период (апрель—июнь), 25,6 % — летне-осенний (июль — ноябрь), 7,3 % — зимний (декабрь — март); к устью весенний сток снижается до 62,6 %, летне-осенний увеличивается до 27,4 %, зимний — до 10 % (вследствие закарстованности, наличия прудов). Среднегодовой расход воды у Златоуста составляет 8,6 м³/с, у села Лаклы Салаватского района — 48,2 м³/с, в устье — 84,0 м³/с. Замерзает в конце октября — начале декабря, вскрывается в апреле — начале мая. Сплавная.

## Мосты
Мосты через реку Ай построены возле сел Большеустьикинское и Дуван-Мечетлино Мечетлинского, возле и в самом селе Месягутово Дуванского, в селе Лаклы Салаватского районов Башкортостана, Челябинской области: в поселке городского типа Межевой Саткинского района, в городе Куса (железнодорожный и автомобильный), возле города Златоуст на федеральной трассе М5, два моста возле села Веселовка, железнодорожный мост близ станции Тундуш, а также несколько мостов в городе Златоуст.

## Сплав по реке
Маршрут проходит по Челябинской области и Башкортостану. Река Ай берёт начало в горной седловине между уральскими хребтами Аваляк и Уреньга, на высоте около 1000 метров над уровнем моря. Длина реки 549 км, скорость течения выше Златоуста 12—15 км/час, в низовье — 5—6 км/час.
Маршрут начинается от станции Кусинский Завод железнодорожной линии Бакал — Чусовская, расположенной у впадения в Ай реки Куса. В Кусе, районном центре Челябинской области, издавна развито художественное литьё. Окрестности города очень живописны — Ай и Куса протекают в гористых берегах.
Ай на этом участке неширок, извилист, скорость течения 7—8 км/час. С обеих сторон реку обступают лесистые горы, много скалистых обрывов, часты мели и перекаты. В ряде мест с прибрежных скал падают родники.
В районе широко распространены карстовые формы рельефа. По течению Ая находятся малоизученные и труднодоступные Айлинские пещеры (у села Айлино, к северу от Сулеи) и обширная Лаклинская пещера у села Лаклы. На левом берегу Ая, в 2 км выше Лаклы, любопытное явление природы — «Каменные ворота», образовавшиеся в нижнекаменноугольных известняках.
Ниже Лаклы характер рельефа меняется. Река выходит в холмистую местность Месягутовской лесостепи — район зернового и мясо-молочного хозяйства с центром в Месягутово. Этот участок значительно более заселён. Леса мало, вдоль кромки воды густые заросли ивняка; появляются песчаные пляжи, есть отличные места для рыбалки. От посёлка Лагерево Ай течёт в низких берегах. По обширной заболоченной долине множество озёр-стариц. Течение реки замедляется, исчезают каменистые перекаты, уступив место плёсам и мелям. Небольшой порог встречается у Азангулово (проход вдоль левого берега).
Примерно в 330 км от начала маршрута, у села Алегазово, река приближается к Уфимскому плато — берега повышаются, появляются леса. Однако горы здесь ниже и менее суровы, чем в начале маршрута. Населённых пунктов мало. У Алегазово обнос мельничной плотины по левому берегу. В 1 км от плотины — центральная усадьба совхоза Месягутовский.
От Абдуллино до устья Ая 53 км. От пристани Метели до реки Уфы ходят буксирные катера. В устье — большое село Усть-Айск.

## Притоки
Основные притоки: Куса, Большая Арша, Киги, Большой Ик, Ик — справа; Большая Сатка, Лемазы, Мелекас — слева.
(указано расстояние от устья)
- 16 км: Югуз
- 43 км: Мелекас
- 52 км: Тавра
- 92 км: Ик
- 113 км: Лемазы
- 138 км: Большой Ик
- 159 км: Еланыш
- 168 км: Кушкаяк
- 170 км: Киги
- 182 км: Тандак
- 200 км: Сикиязик
- 211 км: Анзяк
- 217 км: Ишменька
- 239 км: Сунга
- 251 км: Шаряк
- 265 км: Лаклы
- 276 км: Сикияз
- 281 км: источник Безымянный
- 282 км: Улуир
- 283 км: источник Алексеевский
- 288 км: источник Кульметьевский 1-й
- 288 км: источник Кульметьевский 2-й
- 295 км: источник Малый Кургазак
- 295 км: Каменка
- 296 км: источник Межевой Лог
- 302 км: Большая Куторка
- 302 км: источник Шумиха 1-й
- 302 км: источник Шумиха 2-й
- 307 км: источник Каратаевский
- 321 км: Иструть
- 339 км: Большая Сатка
- 341 км: Аллаелга
- 354 км: Бейда
- 370 км: Большая Арша
- 376 км: Большой Багруш
- 388 км: Куса
- 397 км: Кисеганка
- 415 км: Тундушка
- 419 км: Куваш
- 433 км: Губенка
- 434 км: Берёзовая
- 451 км: Тесьма
- 455 км: Чёрная
- 490 км: Веселка
- 522 км: Юрак
- 530 км: Хуторка

## Галерея

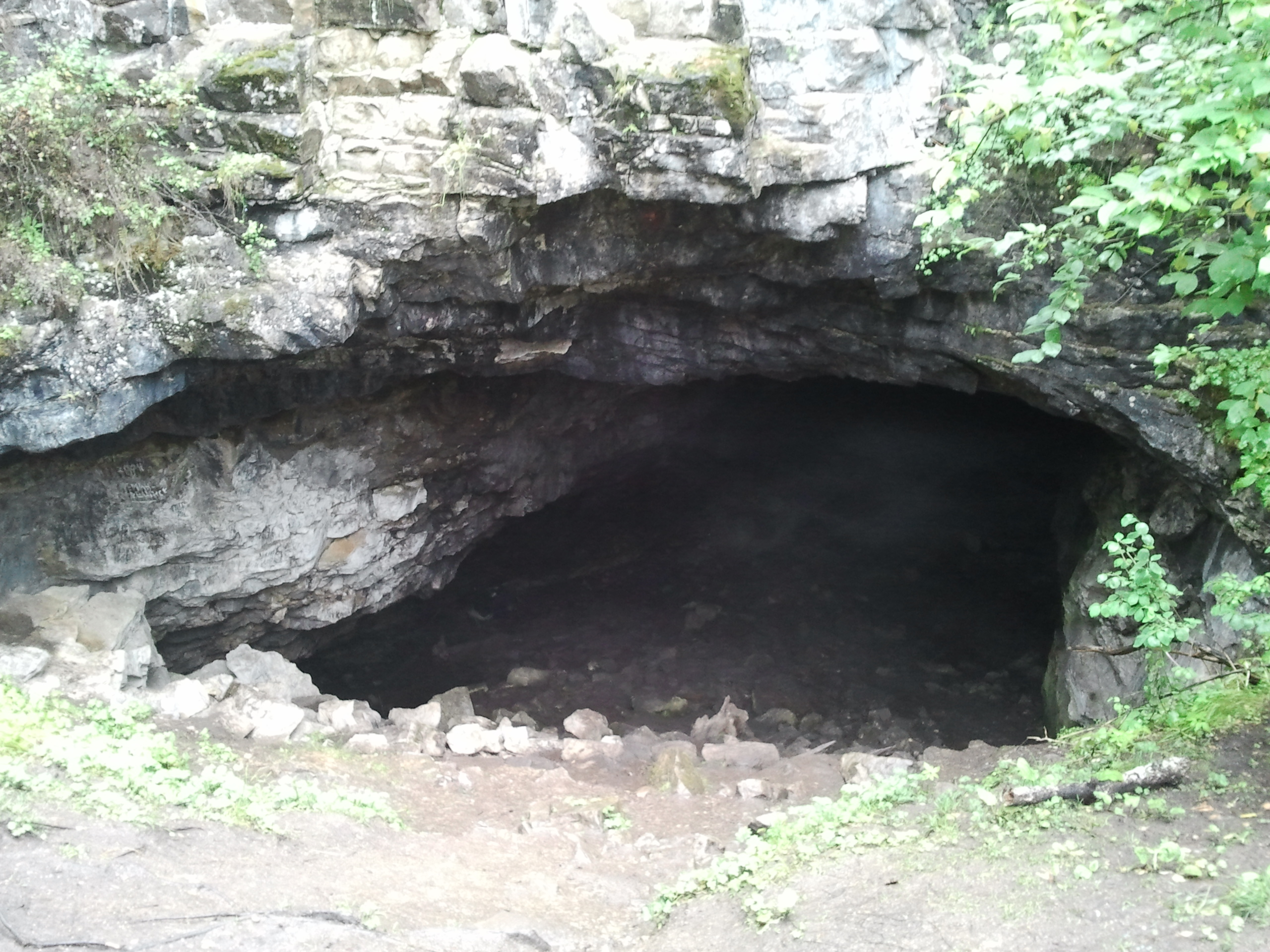
Кургазакская пещера у берега реки Ай
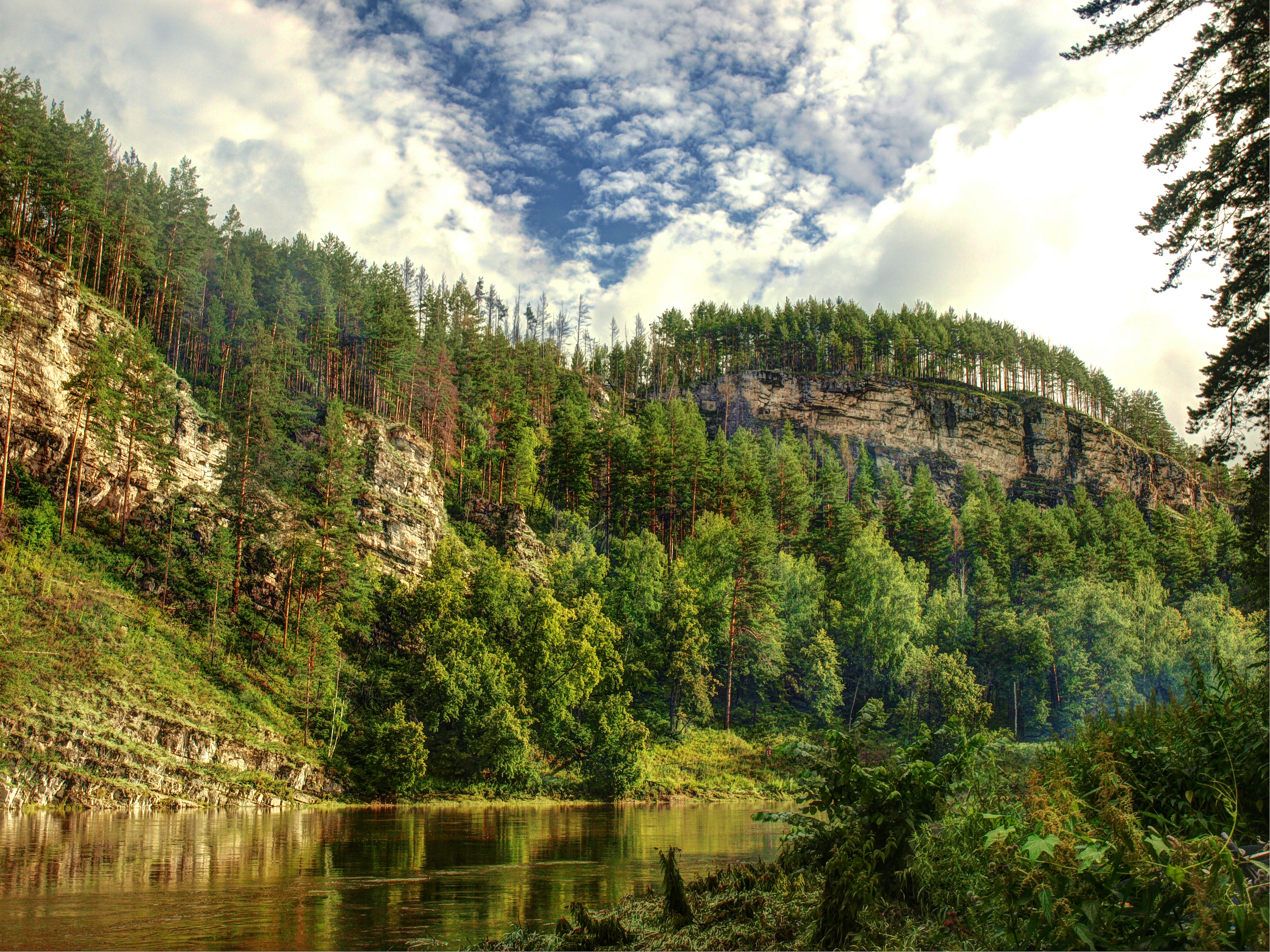
Скалистый уступ у реки Ай
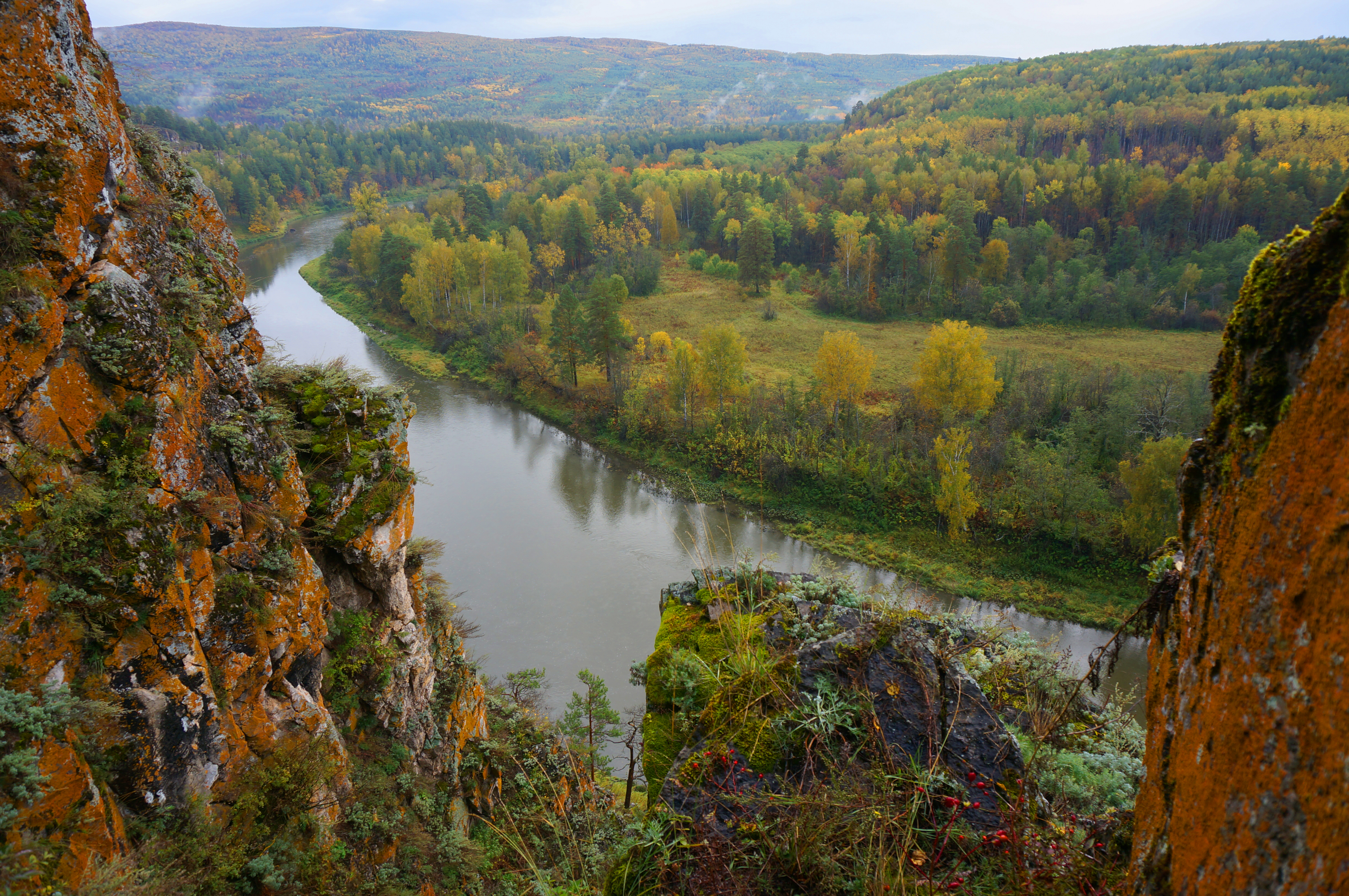
Занозинская излучина (Большая Кривуля)